# دریسیه سفلی
دریسیه سفلی، روستایی از توابع بخش دارخوین شهرستان شادگان در استان خوزستان ایران است.

## جمعیت
این روستا در دهستان دارخوین قرار دارد و براساس سرشماری مرکز آمار ایران در سال ۱۳۸۵، جمعیت آن ۵۶۶ نفر (۸۸خانوار) بوده‌است.